# 405-ös főút
405-ös főút (ungarisch für ‚Hauptstraße 405‘) ist eine ungarische Hauptstraße. Sie verbindet die M5 mit der Hauptstraße 4.

## Verlauf
Die Straße, die einen Teil der Europastraße 60 bildet, zweigt bei der Anschlussstelle  (csomópont) 43 Újhartyán von der Autobahn Autópálya M5 nach Nordosten ab und führt zur 4-es főút (Hauptstraße 4), an der sie bei Albertirsa endet.
Die Gesamtlänge der Straße beträgt 15 Kilometer.